# Matt Patresi
Matt Patresi (ur. 21 października 1966 w Mediolanie) – włoski aktor filmowy i telewizyjny. Zagrał w filmie Mela Gibsona Pasja (2004).

## Filmografia

### filmy fabularne
- 1996: Sen nocy letniej (A Midsummer Night's Dream) jako wróżka / dworzanin
- 1997: Breakout (TV) jako Phil
- 1999: Ferdynand i Karolina (Ferdinando e Carolina) jako Angelo Goudar
- 2000: Vola Sciusciù (TV) jako Morgan
- 2000: Biblia. Apokalipsa świętego Jana (TV) jako Titonos
- 2001: Judasz z Kariothu (TV) jako Barabasz
- 2001: Przyjaciele Jezusa: Tomasz (TV) jako Barabasz
- 2002: Rzymskie wakacje  (When in Rome) jako Enrico Tortoni
- 2003: Ferrari (TV) jako lekarz
- 2003: Odnaleźć przeznaczenie (I Am David) jako strażnik granicy szwajcarskiej
- 2004: Pasja jako Janus
- 2006: Antonio guerriero di Dio jako Baldrico Scrovegni
- 2006: Narodzenie (The Nativity Story) jako wartownik
- 2009: The International jako szef ochrony obrony Calviniego
- 2011: Amanda Knox: Murder on Trial in Italy (TV) jako Chris Mellas

### seriale TV
- 1993: The Buddha of Suburbia jako dziennikarz
- 1994: Screen Two jako Mick
- 1995: September Song jako Tom Walker
- 1995: Zdobywcy (Buccaneers) jako Lord Percy
- 2001: L'impero jako John
- 2005: Rzym jako Durio
- 2017: Specjalista od niczego jako detektyw